# Cruz Azul Hidalgo
Cruz Azul Hidalgo ist ein mexikanischer Fußballverein mit Sitz in der Ciudad Cooperativa Cruz Azul (ehemals Jasso) im Bundesstaat Hidalgo. Er war das lange in der zweiten Liga spielende Filialteam des CD Cruz Azul, der seit der Saison 2014/15 nur noch in der drittklassigen Segunda División vertreten ist, nachdem der Verein vom Zementkonzern in diese Liga zurückgezogen wurde.

## Geschichte
Um wieder Profifußball nach Jasso, dem Geburtsort des heutigen Hauptstadtvereins Cruz Azul zu bringen, wurde 1993 eine Mannschaft namens Cruz Azul Hidalgo ins Leben gerufen, die wie der „große Bruder“ der Zementgesellschaft Cemento Cruz Azul angegliedert ist.
Dieser Mannschaft gelang 1994/95 die Meisterschaft der Segunda División, womit sie der erste sportliche Aufsteiger in die 1994 neu eingeführte Primera División 'A' war.
Im Sommer 1997 qualifizierte sich der Verein erstmals für die Liguilla, wo man im Halbfinale mit 1:0 und 0:3 gegen den späteren Aufsteiger UANL Tigres unterlag. In den Sommerturnieren 1999 und 2000 stieß die Mannschaft jeweils bis ins Finale vor, wo sie zunächst mit 1:1 und 1:2 gegen Unión de Curtidores und im darauffolgenden Jahr nach zweimal 2:2 mit 2:4 im Elfmeterschießen gegen Irapuato unterlag.
Nach einer schlechten Saison 2002/03 verpflanzte der Konzern die Mannschaft nach Oaxaca, wo sie in den folgenden Spielzeiten als Cruz Azul Oaxaca in Erscheinung trat und mit dem Erreichen der Finalspiele in der Apertura 2005 ihren größten Erfolg verbuchen konnte. Für die Saison 2006/07 holte Cemento Cruz Azul die Mannschaft in die Ciudad Cooperativa zurück und wurde in der Apertura 2006 auf Anhieb punktbeste Mannschaft zusammen mit dem Superlíder Puebla, der ein um wenige Tore besseres Verhältnis (30:17 gegenüber 23:15) aufzuweisen hatte. Die beiden Mannschaften standen sich später auch im Halbfinale gegenüber und gewannen ihr jeweiliges Heimspiel mit 2:0, wodurch sich Puebla als besser platziertes Team der Vorrunde für die Finalspiele qualifizierte und am Saisonende in die Primera División zurückkehren konnte. In den nächsten Spielzeiten kam Cruz Azul Hidalgo nicht mehr über das Viertelfinale hinaus.